# Anja Eržen
Anja Eržen (* 26. Oktober 1992 in Ribno) ist eine ehemalige slowenische Skilangläuferin und Biathletin.

## Werdegang
Eržen nahm von 2006 bis 2013 als Skilangläuferin an Wettbewerben der FIS teil. Sie trat dabei vorwiegend bei U18- und U20-Rennen im Alpencup an, bei den sie in der Saison 2008/09 die U18 Gesamtwertung und 2011/12 die U20 Gesamtwertung gewann. Ihr Debüt im Skilanglauf-Weltcup gab sie zum Beginn der Saison 2009/10 in Beitostølen, welches sie auf den neunten Rang mit der Staffel beendete. Dies war auch ihre beste Platzierung im Weltcup. Bei den Olympischen Winterspielen 2010 in Vancouver nahm sie an zwei Wettbewerben teil, dabei wurde sie 15. mit der slowenischen 4 × 5-km-Staffel und 60. im Doppelverfolgungsrennen. Bei den Juniorenweltmeisterschaften 2012 in Erzurum gewann sie Bronze mit der Staffel.
Zur Saison 2013/14 wechselte Eržen, die für den TSK OGP GRAD Bled startete, zum Biathlonsport. Schon im Sommer startete sie bei den Sommerbiathlon-Weltmeisterschaften 2013 in Forni Avoltri, wi sie im Sprint als Viertplatzierte nur knapp eine Medaille verpasste; im Verfolgungsrennen wurde sie Siebte. Nach einem 19. Rang zum Auftakt der Winter-Saison beim IBU-Cup-Sprintrennen in Idre bestritt Eržen auch die Auftaktrennen der Saison im Biathlon-Weltcup in Östersund. Bei ihrem ersten Einsatz, einem Einzel, kam sie auf den 54. Platz. Ihr bestes Saisonergebnis wurde ein 42. Platz in Oberhof. Bei den Biathlon-Europameisterschaften 2014 in Nové Město na Moravě wurde sie Slowenin 24. des Einzels, 49. des Sprints und 38. der Verfolgung.
Zum Ende der Saison 2017/18 beendete sie ihre Karriere als Profisportlerin.

## Statistiken

### Olympische Winterspiele
Ergebnisse bei Olympischen Winterspielen:
|                                             | Einzelwettbewerbe | Einzelwettbewerbe | Einzelwettbewerbe | Einzelwettbewerbe | Staffelwettbewerbe | Staffelwettbewerbe |
| Sprint                                      | Verfolgung        | Einzel            | Massenstart       | Damenstaffel      | Mixedstaffel       |                    |
| ------------------------------------------- | ----------------- | ----------------- | ----------------- | ----------------- | ------------------ | ------------------ |
| Olympische Winterspiele 2018 \| Pyeongchang | 46.               | 51.               | 35.               | –                 | –                  | 14.                |